# Метангици
Метангѝци или Метиргич (на гръцки: Μεταγκίτσι, катаревуса Μεταγκίτσιον, Метангицион) е село в Северна Гърция, разположено на полуостров Ситония. Селото е част от дем Ситония на област Централна Македония и според преброяването от 2001 година има 767 жители.

## География
Метангици се намира в южния край на Халкидика, на входа на полуостров Ситония.

## История

### В Османската империя
В XIX век Метангици е село в каза Касандра на Османската империя. Александър Синве („Les Grecs de l’Empire Ottoman. Etude Statistique et Ethnographique“) в 1878 година пише, че в Метангиджи (Métanghidji), Касандрийска епархия, живеят 300 гърци. Към 1900 година според статистиката на Васил Кънчов („Македония. Етнография и статистика“) в Метиргичъ живеят 300 жители гърци християни. По данни на секретаря на Българската екзархия Димитър Мишев („La Macédoine et sa Population Chrétienne“) в 1905 година в Метирич (Metiritch) има 305 гърци.

### В Гърция
В 1912 година, по време на Балканската война, в Метангици влизат гръцки части и след Междусъюзническата война в 1913 година остава в Гърция.
| Име                 | Име          | Ново име   | Ново име   | Описание                                |
| ------------------- | ------------ | ---------- | ---------- | --------------------------------------- |
| Монгила или Мунгила | Μουγγίλα     | Псилома    | Ψήλωμα     | възвишение на ЮЗ от Метангици (455,1 m) |
| Возна или Ванза     | Βάνζα        | Алепофолия | Άλεποφωλιά | местност на С от Метангици              |
| Турковигла          | Τουρκόβιγλα  | Корфула    | Κορφούλα   | възвишение на И от Метангици (170 m)    |
| Валар Лимори        | Βαλάρ Λιμόρι | Врахаки    | Βραχάκι    | местност на ЮИ от Метангици             |